# هيكتور لوبيز ألونسو
هيكتور لوبيز ألونسو (بالإسبانية: Héctor López Alonso)‏ (مواليد 19 أغسطس 1979) هو سبّاح إسباني، مثّل بلاده في الألعاب البارالمبية الصيفية 2000.

## روابط خارجية
هيكتور لوبيز ألونسو على موقع Paralympic.org (الإنجليزية)
- هيكتور لوبيز ألونسو على موقع اللجنة البارالمبية الإسبانية (الإسبانية)